# Панта реи (филм)
Панта реи је документарни и аутобиографски филм из 2017. године, који је режирао Љубиша Самарџић.
Премијерно је приказан на отварању 64. Београдског фестивала документарног и краткометражног филма. Панта реи приказује златно доба југословенске кинематографије од 50-их година 20. века до данас, кроз сведочење глумца и редитеља Љубише Самарџића. Љубиша као наратор води гледаоца кроз бројне филмске сцене.